# École de Paris (Kunst)

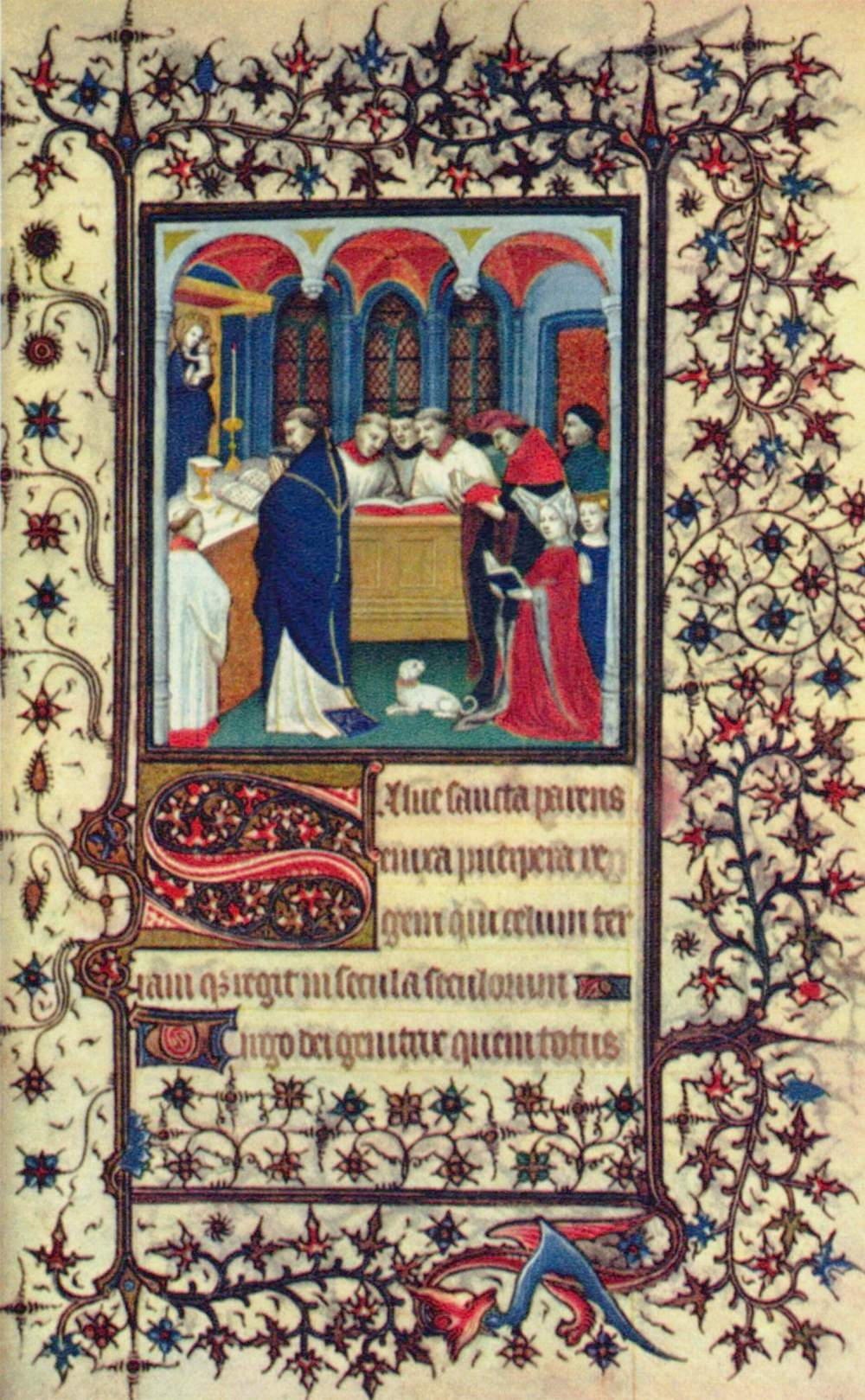
Französisches Stundenbuch, um 1400

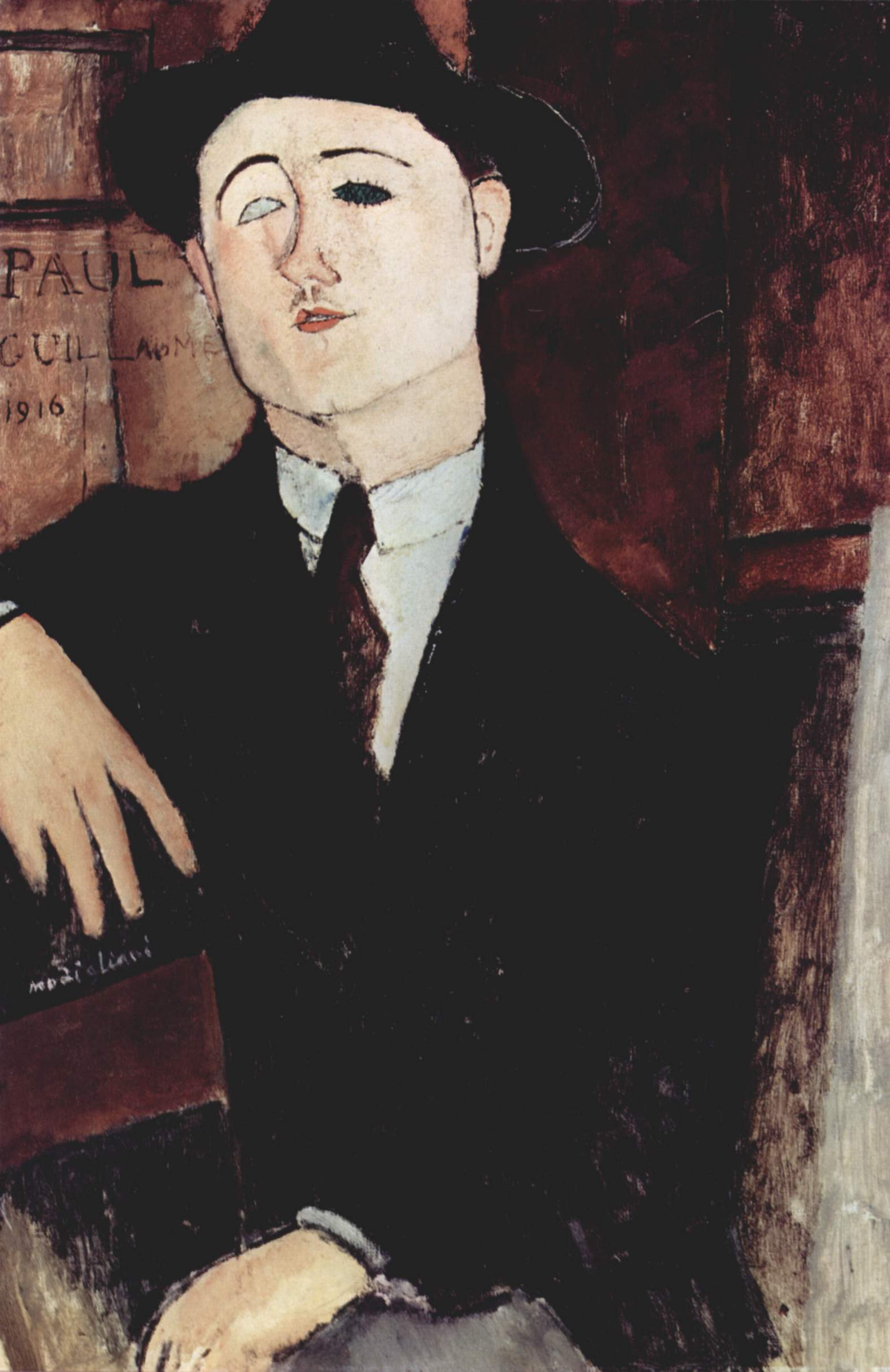
Amedeo Modigliani, Ritratto di Paul Guillaume, 1916

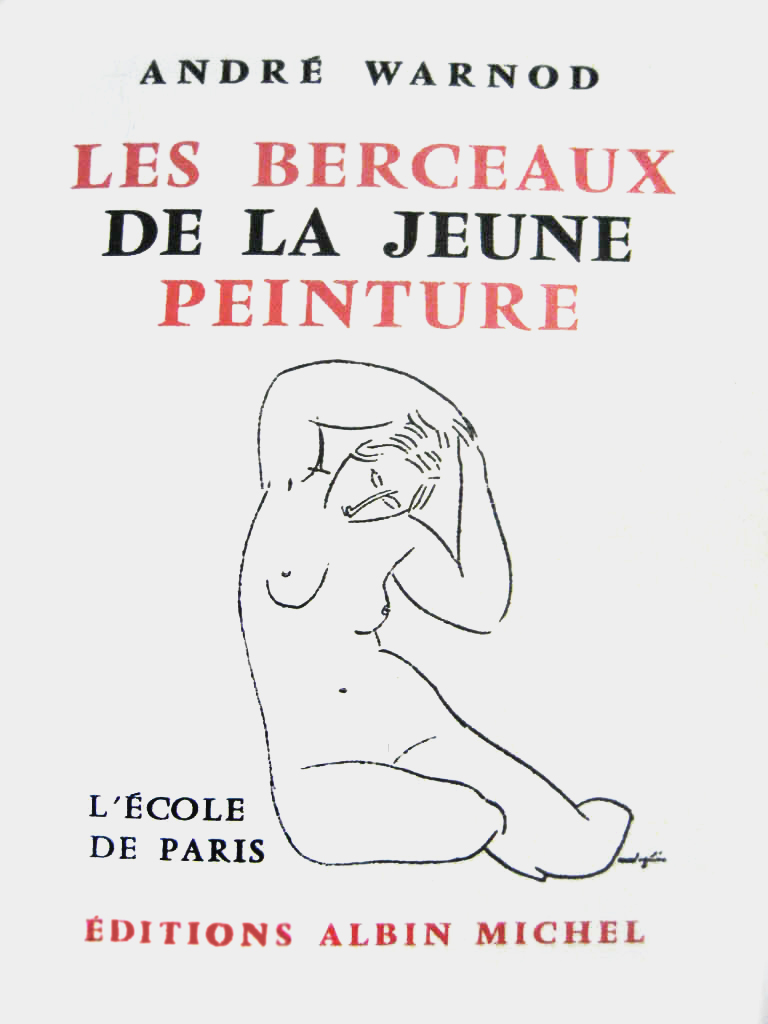
André Warnod: Les berceaux de la jeune peinture, Paris 1925

École de Paris (französisch für: „Schule von Paris“) bezeichnet verschiedene Gruppen von Künstlern zu unterschiedlichen Zeiten: Eine Gruppe von mittelalterlichen Buchmalern, eine Gruppe von nicht-französischen Künstlern in Paris vor dem Ersten Weltkrieg und eine ähnliche Gruppe zwischen den beiden Weltkriegen sowie eine Gruppe zeitgenössischer Maler nach dem Zweiten Weltkrieg.

## Mittelalterliche École de Paris
Die mittelalterliche École de Paris bezieht sich auf die vielen Buchmaler, deren Identitäten meist unbekannt sind und die aus Paris ein international bedeutendes Zentrum der Buchillustration in der gesamten romanischen und gotischen Zeit des Mittelalters, und auch für einige Zeit in der Renaissance gemacht haben. Die bekanntesten Künstler dieser Zeit waren Jean Pucelle und Jean Fouquet. Auch die Brüder von Limburg gehörten dazu, die ursprünglich aus den Niederlanden kamen, aber auch viel Zeit in Paris, sowie Burgund und Bourges verbrachten. Deren Stil war allerdings nicht typisch für das Paris der damaligen Zeit. Viele der Maler in den Werkstätten der École de Paris des Mittelalters und der Renaissance waren Frauen.

## Moderne Erste École de Paris
Im Unterschied zu anderen als „Schulen“ mit einheitlicher Stilrichtung bezeichneten Kunstzentren beschreibt die Moderne École de Paris keinen festen Stilbegriff, sondern die Gesamtheit der in Paris beheimateten, modernen Kunstszene gegen Ende des 19. Jahrhunderts und der ersten Hälfte des 20. Jahrhunderts. Der Begriff „École de Paris“ wurde ab der Mitte der 1920er-Jahre durch Kunstkritiker wie André Warnod und internationale Kunstausstellungen verbreitet. Als „École de Paris“ bezeichneten diese die Tatsache, dass die Pariser Kunstszene maßgeblich von einigen nicht-französischen Künstlern geprägt wurde, insbesondere von jüdischen Einwanderern. Dazu gehörten in erster Linie Künstler wie Pablo Picasso, Juan Gris und Amedeo Modigliani, zu denen auch die französischen Künstler Henri Matisse, André Derain und Georges Braque zu rechnen sind. Weitere nennenswerte Künstler sind Marc Chagall, Giorgio de Chirico, Chaim Soutine, Yitzhak Frenkel, Kees van Dongen,  Eugeniusz Zak, Max Ernst, Joan Miró und Piet Mondrian und der Franzose Pierre Bonnard.
In der Zeit vor 1900 herrschte der Impressionismus, Post-Impressionismus und der Art Nouveau vor, zwischen den Jahren 1901 bis 1914 dominierte der Fauvismus und Kubismus in Paris. Expressivere Ausrichtungen finden sich im Werk Georges Rouaults und im Frühwerk Picassos.
Nach dem Ersten Weltkrieg arbeiteten viele dieser Künstler – zu denen nun auch noch Hans Arp, Georgette Chen, Robert Delaunay, Sonia Delaunay, Constantin Brâncuși, Raoul Dufy, René Iché, Arthur Kolnik, Tsuguharu Foujita und Chaim Soutine zu zählen sind – bis zum Zweiten Weltkrieg in Paris. In dieser Zeit trat des Weiteren neben einer Bestrebung einer Rückkehr zur Ordnung (in den Jahren von 1918 bis 1924) auch der Dadaismus zum Vorschein; in den Jahren 1925 bis zum Ausbruch des Zweiten Weltkriegs der Surrealismus. Eine bedeutende Rolle in der Rezeption der École de Paris nahmen Christian Zervos, Tériade und Iris Clert ein.

## Nouvelle École de Paris
Nach dem Zweiten Weltkrieg bis etwa zum Jahr 1960 bezeichnet die Nouvelle École de Paris oder Zweite Schule von Paris eine Gruppe zeitgenössischer Maler, die sich vor allem der Abstrakten Malerei widmeten. Die Nouvelle École de Paris war eine nicht fest organisierte Gruppe miteinander verbundener Pariser Maler, die maßgeblich von Roger Bissière beeinflusst wurde. Dazu zählten Jean Dubuffet, Pierre Soulages, Nicolas de Staël, Hans Hartung, Serge Poliakoff, Jean-Michel Coulon, Bram van Velde, Georges Mathieu, Jean René Bazaine, Alfred Manessier, Jean Le Moal und Gustave Singier. Dazugehörig, aber eher eigenständig künstlerisch tätig waren Arnold Fiedler, Hans Hartung, Serge Poliakoff, Nicolas de Staël, die türkisch-irakische Künstlerin Fahrelnissa Zeid, Maria Helena Vieira da Silva, Raoul Ubac, Wols, der franco-chinesische Künstler Zao Wou-Ki und die Künstler von CoBrA. Viele dieser Künstler waren Vertreter der Lyrischen Abstraktion und des Tachismus, häufig wird die Nouvelle École de Paris auch als Synonym für Tachismus verwendet.
École de Paris war auch der Name einer Reihe von Ausstellungen moderner Kunst in Paris. Als eine der wichtigsten Ausstellungen gilt die „École de Paris 1957“ in der Galerie Charpentier. An dieser Ausstellung nahmen mehr als 150 Künstler teil, unter anderem Hans Hartung, Roger Bissière, Édouard Pignon, Gustave Singier, Pierre Soulages, Jean-Michel Coulon, Jean Carzou, Roger Chapelain-Midy und viele andere bedeutende Künstler.